# 法源寺 (鎌倉市)
法源寺（ほうげんじ）は、神奈川県鎌倉市腰越にある日蓮宗の寺院。本尊は三宝祖師。旧本山は大本山法華経寺。潮師法縁。龍口寺輪番八ヶ寺の一つ。通称ぼたもち寺。

## 歴史
- 文保二年（1318年）、妙音阿闍梨日行が建立した。
- 以前本寺は別の地に所在していたというが、龍ノ口刑場での処刑を受けた人々の供養のため移転してきたといわれる。移転の時期は不詳[3]。

## 境内
- 本堂には本尊の三宝祖師像の他に、日蓮像もまつられている。この像は一木二体の像で、一方は龍口寺妙見堂にまつられているといわれる。
- 本堂左手には、稲荷大善神がまつられる稲荷堂がある。この稲荷大善神には、龍口寺の経八稲荷などと共に日蓮の身を守ったとする逸話も残っている。
- 本堂裏手には、寛文7年（1667年）銘の庚申塔があり、人まねき庚申塔と呼ばれている[4]。

## アクセス
- 湘南モノレール目白山下駅、または江ノ島電鉄江ノ島駅より徒歩10分。